# Villa Florentine
La Villa Florentine est un hôtel de luxe situé à Lyon, dans le 5e arrondissement. Il est classé ***** (5 étoiles). Cet hôtel fait partie du groupe Relais et châteaux depuis 1996. Il est aussi distingué d'une Clef Michelin en 2024. L'établissement appartient au groupe Arteloge et est géré depuis 2016 par le maitre de maison Emanuel Lallemand.
Il est situé au sommet de la montée St-Barthélémy, sur les hauteurs de Fourvière, disposant d'une terrasse et de 34 chambre et suites.
L'hôtel possède aussi un restaurant Les Terrasses de Lyon, une étoile au Guide Michelin, dirigé par le Chef de Cuisine John Léon et le Chef Exécutif David Delsart.

L'hôtel a accueilli les membres du G7, en 1996, lorsque la réunion s'est tenue à Lyon même.

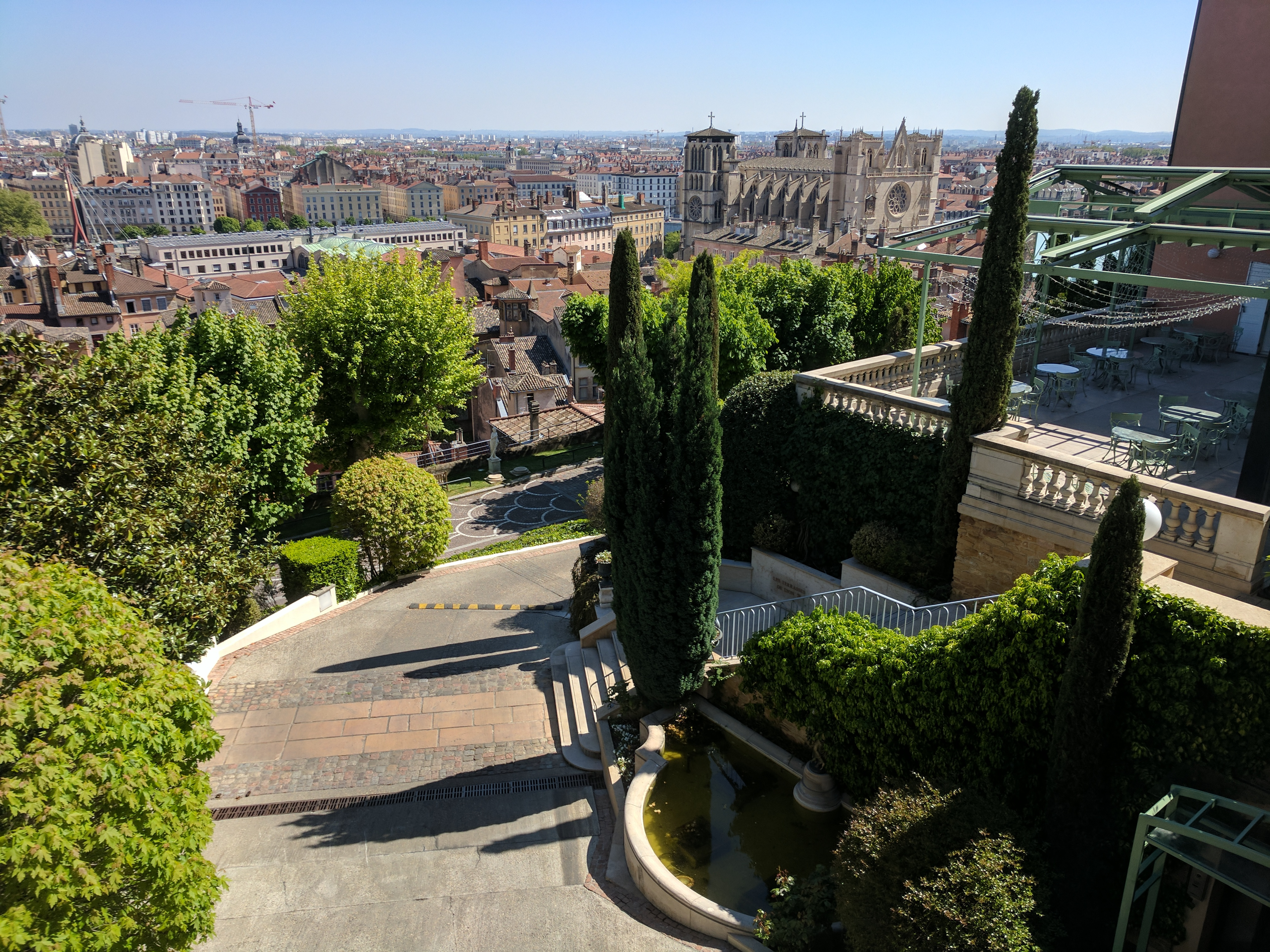
Vue sur Lyon depuis la villa Florentine